# ルナ18号
ルナ18号（ロシア語：Луна-18、ラテン文字表記の例：Luna 18）は、1971年9月7日にソビエト連邦によって打ち上げられた月探査機。月に着陸し、月の土壌（月の石）を回収して小型ロケットで地球へ帰還させる計画だったが、着陸に失敗して交信が途絶えた。

## 概要
詳細な設計についてはルナ計画や同型機のルナ16号を参照。
ルナ18号はE-8-5（Ye-8-5とも）と呼ばれるタイプの月探査機だった。機体は降下モジュールと上昇モジュールの2つのモジュールから構成され、降下モジュールが月への着陸を、上昇モジュールが月の標本を乗せたカプセルの打ち上げを行った。探査機の打ち上げにはプロトンロケットが使用された。
ルナ18号は1971年9月2日にバイコヌール宇宙基地から打ち上げられた。探査機は高度193x227kmの地球周回軌道に投入され、さらにプロトンロケット上段の噴射により月へ向かった。そして二回の軌道修正の後、1971年9月7日に高度101kmの月周回円軌道に入った。ルナ18号は月を54周回したのちに9月11日にエンジンを噴射し豊かの海への降下を開始したが、着陸と同時に探査機からの信号が途絶え、ミッションは失敗に終わった。
ソ連が行った同様のサンプルリターン・ミッションとして、ルナ15号、16号、20号、23号、24号、コスモス300号、305号がある。